# Dolors Reig i Hernández
Dolors Reig i Hernández (La Garriga, Vallès Oriental, 23 d'octubre de 1971) és una professora catalana i ponent sobre xarxes socials, educació, innovació social, cibercultura i psicologia social. Ha estat professora de la Universitat Oberta de Catalunya, Escola d'Administració Pública de Catalunya, Centre d'Estudis Jurídics i Formació Especialitzada, Acadèmia El Caparazón, INESDI.
Col·laboradora experta en TIC del programa de ràdio Hoy por Hoy de la Cadena Ser el 2011 i 2012. El diari El Economista publicava el 2011 una enquesta que la situava entre les 10 persones més conegudes d'internet a Espanya. Forma part de diferents comitès científics i panells d'experts com l'Horizon report de tecnologies educatives en educació superior en la seva edició internacional el 2011 i 2012, i el comitè científic de la revista Telos.
El seu blog El caparazón, començat el 2007, ha estat finalista en la categoria de millors Weblog en castellà dels premis The BOBs de 2008 i 2010. També va ser finalista dels premis Bitacoras el 2009 en la categoria d'educació. És autora del llibre Socionomía, que tracta sobre la psicologia del que denomina el nou individu connectat que ha canviat a partir de l'experiència de participació a internet i après actituds i valors que després traslladarà a la realitat. També és coautora de Treballa diferent, El proyecto Facebook y la postunivesidad, Educación expandida, el libro, Claves para ser eficiente y eficaz i del llibre Jóvenes en la era de la hiperconectividad.

## Obra
- Treballa diferent.  Barcelona: Departament de Justícia. Generalitat de Catalunya, 2011.
- Socionomía.  Deusto, Grupo Planeta, 2012. ISBN 978-84-234-0959-4.
- Los Jóvenes en la era de la hiperconectividad, Tendecias, claves y miradas.  Fundación Encuentro, Fundación Telefónica, 2013. ISBN 978‐84‐89019‐40‐9.